# Matthieu Cornette
Pour les articles homonymes, voir Cornette.
Matthieu Cornette, né le 4 septembre 1985 à Bègles, est un joueur d'échecs français, grand maître international depuis 2008 et champion de France 2016.
Au 1er décembre 2021, il est le 11e joueur français avec un classement Elo de 2 583 points.

## Carrière
Matthieu Cornette apprend à jouer aux échecs dans le cadre d'activités scolaires, alors qu'il est au CE2.
Il a évolué au sein des clubs de Bordeaux (où il était entraîné par Jean-Renaud Lagunes), de Cannes, de l'Échiquier châlonnais, et de l'Échiquier guingampais en 2009-2010.
Il est entraîné depuis 2008, date de son accession au rang de grand maître, par l'ancien champion de France et ex-entraîneur de Garry Kasparov, Iossif Dorfman.
En 2012 avec Fabien Libiszewski, il écrit un livre Dégainez la Kalachnikov sur cette ouverture qui fait partie de la famille des défenses siciliennes.
Il est sélectionneur de l'équipe de France féminine au Championnat d'Europe d'échecs des nations en 2011 où la France finit 12e ainsi qu'en 2013 où la France finit 24e.
Le 21 août 2016, lors du 91e championnat de France à Agen, il obtient le titre de Champion de France individuel 2016 en terminant à la première position du classement National masculin.
En 2017, il publie un autre ouvrage The Complete Ragozin traitant d'une défense sur les parties du pion de la dame (la défense Ragozine).
Au 1er janvier 2018, il est le 8e joueur français avec un classement Elo de 2 611 points.
Depuis 2018, Matthieu Cornette intervient régulièrement sur la chaine YouTube d'échecs francophone Blitzstream, où il partage son expertise de la théorie. Toujours sur cette chaîne YouTube, il participe en 2020 à la Blitzstream Cup (avec Kevin Bordi, Maxime Vachier-Lagrave, Fabien Libiszewski, et Étienne Bacrot) et en est éliminé par Etienne Bacrot en demi-finale.
En août 2021, il est nommé capitaine de l'équipe de France d'échecs féminine, et à ce titre effectue les sélections des joueuses pour les compétitions internationales par équipes.

## Vie privée
Il est marié à la maître international et grand maître international féminin lituanienne Deimantė Cornette.

## Palmarès
Le palmarès de Matthieu Cornette est le suivant :
- Champion de Gironde et d'Aquitaine à plusieurs reprises dans les catégories jeunes.
- Champion de France minime en 2001.
- Champion de France cadet en 2003.
- Champion de France junior en 2005.
- Open international de Genève en 2006.
- Tournoi de Budapest en 2006.
- Tournoi de Mulhouse en 2008.
- Championnat ouvert du Canada en 2008.
- Vice-champion de France par équipe, avec Cannes, en 2007 et 2008.
- Open international de Créon (Gironde) en 2012.
- Open international de Vandœuvre 2013 (4e).
- Champion de France individuel 2016.
- Open international de Menton en 2018[11].
- Open international de Saint-Affrique en 2019[12].
- Tournoi fermé à Barcelone en 2021[13].
- 2ème Rapide du Château Montaiguillon[14].